# Abdelrahman Darwish
Abdelrahman Darwish –en árabe, عبد الرحمن درويش– (nacido el 14 de diciembre de 1999) es un deportista egipcio que compite en taekwondo. Ganó una medalla de plata en los Juegos Panafricanos de 2019, y una medalla de bronce en el Campeonato Africano de Taekwondo de 2018.

## Palmarés internacional
| Juegos Panafricanos | Juegos Panafricanos | Juegos Panafricanos | Juegos Panafricanos |
| Año                 | Lugar               | Medalla             | Categoría           |
| ------------------- | ------------------- | ------------------- | ------------------- |
| 2019                | Rabat (Marruecos)   | Medalla de plata    | +87 kg              |
| Campeonato Africano |                     |                     |                     |
| Año                 | Lugar               | Medalla             | Categoría           |
| 2018                | Agadir (Marruecos)  | Medalla de bronce   | –87 kg              |